# Geocorona

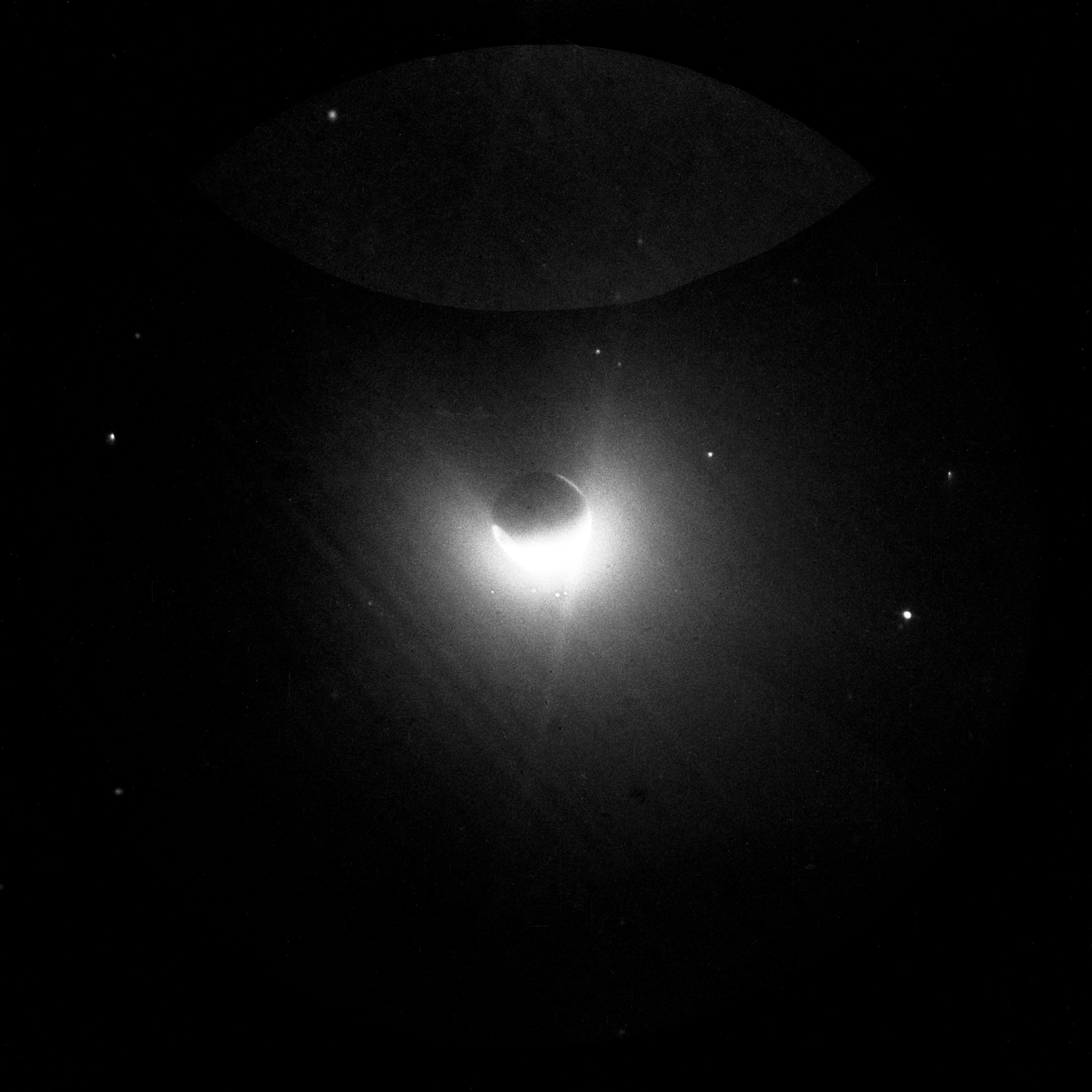
La Terra i el seu embolcall d'hidrogen, o geocorona, vist des de la Lluna. Aquesta imatge ultraviolada va ser presa l'any 1972 amb una càmera operada pels astronautes de l'Apollo 16 a la Lluna.

La geocorona és la part lluminosa de la regió més externa de l'atmosfera terrestre, l'exosfera. Es veu principalment a través de la llum ultraviolada llunyana (Lyman-alfa) del Sol que es dispersa des de l'hidrogen neutre. S'estén fins a un mínim de 15,5 radis terrestres i probablement fins a uns 100 radis terrestres. La geocorona ha estat estudiada des de l'espai exterior pels satèl·lits Astrid i la sonda Galileo (entre d'altres), que empra el seu espectròmetre (UVS durant un sobrevol terrestre.